# Sigmundur Brestisson
Sigmundur Brestisson (961, Skúvoy – 1005, Sandvík) est un chef féroïen, dont l'histoire est relatée dans la saga des Féroïens.
Converti au christianisme, il reçoit les îles Féroé du roi de Norvège Olaf Tryggvason, qui le charge de leur évangélisation. Après une tentative pacifique mais infructueuse devant l'Alþing, le parlement féroïen, il a recours à la force et contraint le chef Tróndur í Gøtu à se faite baptiser en 999, date qui marque traditionnellement la christianisation de l'archipel.
En 1005, Tróndur attaque Sigmundur de nuit. Ce dernier s'enfuit de Skúvoy à la nage et arrive à Sandvík, un village sur la côte nord de Suðuroy, où il est assassiné par un paysan.